# Międzynarodowa Federacja Sambo
Międzynarodowa Federacja Sambo (ang. International Sambo Federation, (fr. Fédération Internationale Amateur de SAMBO, skrót FIAS) – międzynarodowa organizacja pozarządowa, zrzeszająca 108 narodowych federacji sambo.

## Historia
Federacja została założona 13 czerwca 1984 roku w Madrycie przez Hiszpana Fernando Compte. Do 2011 nazywała się Fédération internationale amateur de sambo, a potem International Sambo Federation, chociaż skrót pozostał.

## Członkostwo
- ARISF
- GAISF
- IWGA

## Mistrzostwa świata
- Mistrzostwa świata w sambo (od 1973 roku).